# 小泉ニロの「みんなの北海道」
小泉ニロの「みんなの北海道」（こいずみニロのみんなのほっかいどう）とは、毎日放送（MBSラジオ）で2008年10月5日から2012年4月1日まで放送されていた北海道関連の情報番組。
当記事では、STVラジオの制作で2020年6月28日まで放送されていた後継番組『ちょっと暮らし北海道』（ちょっとぐらしほっかいどう）および、HBCラジオ→MBSラジオの制作で同年8月2日から放送中の『大山慎介のみんなの北海道2.0』→『大山慎介のみんなの北海道2100』（おおやましんすけのみんなのほっかいどう - ）についても述べる。

## 『みんなの北海道』シリーズ
- 北海道での「ちょっと暮らし（長期滞在・移住）」をテーマに、北海道の魅力・生活情報を存分に紹介。トークの合間に楽曲を流すほか、「ちょっと暮らし」の経験者・関係者が電話やスタジオに出演することがあった。
- 放送開始当初は、北海道出身のシンガーソングライター・小泉ニロのみ出演。放送開始から2ヶ月後に、井上雅雄（毎日放送アナウンサー）がアシスタント役として登場するようになった。2009年10月4日からは、北海道への移住交流を推進する大山慎介（北海道庁企画進行部）が、「ちょっと暮らしプロデューサー」という肩書で定期的に出演。
- 番組の性質上、在阪局制作の番組では珍しく、北海道内の企業・自治体がスポンサーに名を連ねた。また番組主催ではないが、「ちょっと暮らし」に関するイベントの情報を随時伝えていた。
- 番組開始当初から出演を続けてきた小泉は、2010年6月27日の放送で降板。翌週（7月4日）の放送からは、関西のラジオ番組を中心に活動するタレントの塩田えみが、小泉の後任として番組レギュラーに加わった。しかし塩田も、2011年9月25日の放送で降板。以降の放送では、井上・大山の男性2名のみで番組を進めていた。
- タイトルが『みんなの北海道』（みんなのほっかいどう）に改められた2009年10月4日から半年間は、MBSラジオのほかに、中部日本放送でも放送されていた。2011年10月2日からは、北海道の地元AM局では初めて、STVラジオでの同時ネットが実現（いずれも毎週日曜日）。しかし、その半年後に『みんなの北海道』としての放送を終了した。

### 放送局および放送時間
- 毎日放送　毎週日曜日 7:30 - 8:00（制作局：2008年10月5日 - 2012年4月1日）
  - 同局の公式サイトでは、当番組の放送が終了するまで、放送済みの音源をWEBラジオ（毎週月曜日更新）・ポッドキャストで配信していた。
- STVラジオ　毎週日曜日 7:30 - 8:00（同時ネット局：2011年10月2日 - 2012年4月1日）
- 中部日本放送　毎週日曜日 7:00 - 7:30（先行ネット局：2009年10月4日 - 2010年3月28日）

### 出演者
放送終了時点
- 井上雅雄（毎日放送アナウンサー、2008年12月 - 2012年4月1日）
- 大山慎介（出演時点では北海道庁企画進行部地域づくり支援室移住交流グループ主幹、2009年10月4日 - 2012年4月1日）

過去
- 小泉ニロ（2008年10月5日 - 2010年6月27日）
- 塩田えみ（2010年7月4日 - 2011年9月25日）

## 『ちょっと暮らし北海道』シリーズ
- STVラジオが『みんなの北海道』の終了を機に、同番組と同じ趣旨で制作したうえで、2012年4月8日から同じ日曜日に放送を開始した30分番組。旧制作局である毎日放送（MBSラジオ）で当日先行ネットを実施していたほか、『みんなの北海道』のネットを2010年3月で終えていた中部日本放送（2013年4月以降はCBCラジオ[1]）でも先行ネットで放送していた。2013年10月からは、首都圏の一部コミュニティFM局もネットに参加。ラジオシティ・エフエムたちかわ（いずれも東京都）・フラワーラジオ（埼玉県）・ラヂオつくば（茨城県）で放送されている。
- パーソナリティは、『みんなの北海道』中期からのコメンテーターだった大山が担当。アシスタントとして、北海道で活動するオフィス・サッポロ所属のタレント・奈良愛美が加わった。その一方で、同番組から提供を引き継いだスポンサーのうち、毎日放送のアナウンサーがナレーションを務めていた番組内のCMは当番組向けに一新された。
- MBSラジオでは当番組のネット開始を機に、大山の出身地で『みんなの北海道』時代からのスポンサーでもある厚沢部町（北海道）のスポットCMを、日曜日の7時台（自社制作番組ゾーン）にも放送。「MBSラジオ スペシャルウィーク」期間中を中心に、大山が同局の関西ローカル番組（2016年4月以降は主に『野村啓司の懐メロ♪ジュークボックス』）へ登場したり、リスナーへのプレゼント用に北海道の名産品を提供したりする機会も増えていた。
- 番組開始からアシスタントを務めてきた奈良は、第2子の出産に伴う産前産後休暇に入るため、2014年7月6日放送分で降板。翌週（7月13日）の放送からは、STVラジオパーソナリティーで北海道札幌市出身の山本浩子（元ランラン号キャスタードライバー）が2017年4月2日放送分まで出演した。2017年4月9日放送分からは、同局パーソナリティーで北海道釧路市出身の中村笑野（なかむら　えみの）がアシスタントを務めていた。
- 2014年10月5日放送分から、番組名を『大山慎介のちょっと暮らし北海道』に変更した。大山が北海道庁からの退職を経て株式会社北海道田舎プロデュースを設立したことによる変更で、番組名にパーソナリティーの名前が入るのは、前身の『小泉ニロの「みんなの北海道」』以来であるが、大山自身は退職前に続いて「ちょっと暮らしプロデューサー」という肩書を用いている。
- 2018年9月9日には、STVラジオが平成30年北海道胆振東部地震発生に伴う特別編成を講じていたため、自社での放送を休止。ネット各局のみ、STVからの裏送り方式で放送した。
- 2017年の最終放送（12月31日）で『ちょっと暮らし北海道』からの放送回数が300回に到達していたが、2020年6月28日で『大山慎介のちょっと暮らし北海道』としての放送を終了。

### 放送局および放送時間
- STVラジオ　毎週日曜日 7:30 - 8:00（制作局：2012年4月8日 - 2020年6月28日）
- 毎日放送　毎週日曜日 4:30 - 5:00（先行ネット局：2012年4月8日 - 2020年6月28日）
- CBCラジオ　毎週日曜日 5:15 - 5:45（先行ネット局：2012年4月8日 - 2020年6月28日）
- ラジオシティ　毎週日曜日 11:30 - 12:00（遅れネット局：2013年10月6日 - ）
- エフエムたちかわ　毎週日曜日 21:00 - 21:30（遅れネット局：2013年10月6日 - ）
- フラワーラジオ　毎週日曜日 8:00 - 8:30（遅れネット局：2013年10月6日 - ）
- ラヂオつくば　毎週日曜日 10:30 - 11:00（遅れネット局：2013年10月6日 - ）

### 出演者
- 大山慎介（2012年4月8日 - 2020年6月28日）
- 中村笑野（2017年4月9日 - 2020年6月28日）

過去
- 奈良愛美（2012年4月8日 - 2014年7月6日）
- 山本浩子（元ランラン号キャスタードライバー　2014年7月13日 - 2017年4月2日）

## 『大山慎介のみんなの北海道2.0』→『大山慎介のみんなの北海道2100』
- 『ちょっと暮らし北海道』の放送スタイルを継承しつつ、制作局をSTVラジオからHBCラジオへ変更。大山が、『ちょっと暮らし北海道』に続いてメインパーソナリティを務める。
- 北海道放送では、2020年8・9月の毎週日曜日4:30 - 5:00に編成したうえで、同年10月4日から放送枠のみ9:00 - 9:30に移動。母体番組『みんなの北海道』を制作していた毎日放送（2021年4月以降はMBSラジオ）でも、『ちょっと暮らし北海道』の先行ネット枠[2]を引き継ぐ格好で、毎週日曜日の4:30 - 5:00に放送する（2020年9月27日放送分までは北海道放送との同時ネット）。このような事情から、「北海道と関西地方（毎日放送の放送対象地域）のつながり」や「北海道民でも詳しく知らない北海道内の地域情報の共有」を意識しながら、「ちょっと暮らし」に関する情報にとどまらず、北海道内で魅力のある地域や特産品、北海道内で特色のある活動を展開中の人物、北海道と（関西地方を含む）本州の交流活動を紹介する。なお、両局を含むJRN加盟32局ネットの生放送番組『地方創生プログラム ONE-J』が毎週日曜日の8:00 - 10:00に編成された2021年4月以降は、当番組の放送枠を北海道放送のみ10:30 - 11:00へ移動。
- 毎月最終週の放送では、『ちょっと暮らし北海道』に続いて、リスナーから寄せられたメッセージをまとめて紹介。同番組で実施していたリスナー向けの北海道物産品プレゼント（放送中に発表するキーワードと連動した「今週のプレゼント」と連動しない「今月のプレゼント」の二本立て）も継続するが、北海道放送で応募を受け付ける。
- 2022年4月3日放送分から、番組のタイトルを『みんなの北海道2100』に改めた。大山が『ちょっと暮らし北海道』の放送期間中から代表を務めていた「住んでみたい北海道推進会議」が同年2月27日付で「特定非営利活動法人　みんなの北海道2100」に再編されたことに伴う改題だが、HBCラジオでの放送時間は変わらず、MBSラジオでの当日先行ネットも続けられていた。なお、HBCラジオでの制作は2022年12月25日放送分で終了し、翌週の2023年1月1日放送分からは、放送曜日・時間・内容・ネット局を変更せずに、MBSラジオでの制作に移行したが2023年3月26日の放送をもってHBCラジオでの放送は終了した。MBSラジオでの制作は、毎日放送ラジオ放送部門時代の2008年10月から2012年4月まで放送された『みんなの北海道』以来15年ぶり。
- MBSラジオを除く『ちょっと暮らし北海道』までのネット局（前述）では一切放送しないため、当該局の放送対象地域向けの代替措置を兼ねて、放送済みのアーカイブ音源を制作局（HBCラジオ→MBSラジオ）のYouTube公式チャンネルから順次配信している。制作局の移行に伴い、HBCラジオの公式チャンネルからの新規配信は2022年12月25日放送分で終了した。翌週の2023年1月1日放送分からはMBSラジオのチャンネルで配信されているが、HBCラジオの公式チャンネルでも2022年までのアーカイブ音源が引き続き公開されている。

### 現在の出演者
- 大山慎介（2020年8月2日 - ）

### 過去の出演者
- 高橋咲希（2020年8月2日 - 2021年3月21日）
- 柳谷杏奈（2020年8月2日 - 2021年3月28日）
  - 高橋・柳谷は北海道札幌市の出身で、2018年4月2日からHBCラジオで「トピッカー」（STVでの「ランラン号」に相当するラジオカー）のキャスタードライバーを担当。第1回のみ揃って登場したが、第2回（2020年8月9日）から高橋・柳谷が降板するまでは、柳谷→高橋の順に隔週交代で1名ずつ出演していた。

### 放送局および放送時間
- MBSラジオ　毎週日曜日 4:30 - 5:00（2020年8月2日  - ）
  - HBCラジオで制作していた時期には、2020年9月27日放送分まで同時ネット、同年10月4日から2022年12月25日放送分まで先行ネット扱いで放送。制作移行に伴って、2023年1月1日放送分からは、『みんなの北海道』（初代）と同じくMBS本社M館内のラジオスタジオで収録している。

### 過去の放送局
- 北海道放送（HBCラジオ）　毎週日曜日 4:30 - 5:00（2020年8月2日 - 9月27日）→ 毎週日曜日9:00 - 9:30（2020年10月4日 - 2021年3月28日）→ 毎週日曜日10:30 - 11:00（2021年4月4日 - 2023年3月26日）
  - 2022年12月25日放送分までは制作局で、2020年の本社屋移転に際しては、9月27日（柳谷出演回）から12月25日までの放送分を移転後の社屋内のラジオスタジオで収録していた。MBSラジオへの制作業務の移管に伴って、放送時間を変更しないまま、同局からの遅れネットへ移行したが2023年3月26日の放送をもって終了した。